# سیارک ۱۶۷۵۹
سیارک ۱۶۷۵۹ (به انگلیسی: 16759 Furuyama، نامگذاری:1996TJ7) شانزده هزار و هفتصد و پنجاه و نهمین سیارک کشف شده‌است که در ۱۰ اکتبر ۱۹۹۶ کشف شد.
قدر مطلق سیارک برابر ۱۰.۷ است.